# Zo Man Zo Vrouw
Zo Man Zo Vrouw is een televisieprogramma op PLAY4, gepresenteerd door Jani Kazaltzis. Hij gaat op zoek naar koppels die niet al te modieus zijn, om hen volledig te restylen.
Het programma ging in 2007 van start op VIJFtv met styliste Lien Degol, maar werd al na één seizoen weer afgevoerd.  Vier jaar later kwam het programma in een nieuw jasje terug met Jani Kazaltzis als presentator.  Eind 2018 verhuisde het programma van VIJF naar VIER.

## Concept
Elke aflevering wordt een koppel onder handen genomen op het gebied van kleding en kapsel. Stylist Jani Kazaltzis staat de koppels bij en stelt een nieuwe kledingstijl voor. Hij haalt de kleerkasten van de man en de vrouw volledig leeg en hij zorgt ervoor dat alle "modefouten" direct worden weggehaald. Hij leert het koppel de juiste klerencombinaties kennen en geeft hen modetips. Met een volledige make-over wil hij de koppels opnieuw zelfvertrouwen en een modieuze uitstraling geven.

## Kijkcijfers
Zo Man Zo Vrouw haalt een gemiddelde van 150.000 kijkers. Met de herhalingen erbij loopt dit op tot 250.000 kijkers.